# Camponotus florius
Camponotus florius är en myrart som beskrevs av Santschi 1926. Camponotus florius ingår i släktet hästmyror, och familjen myror. Inga underarter finns listade.